# Calliarthron yessoense
Calliarthron yessoense (Yendo) Manza, 1937  é o nome botânico  de uma espécie de algas vermelhas pluricelulares do gênero Calliarthron, subfamília Corallinoideae.
- São algas marinhas encontradas no Japão.

## Sinonímia
- Cheilosporum yessoense Yendo, 1902